# 火星的火山活動

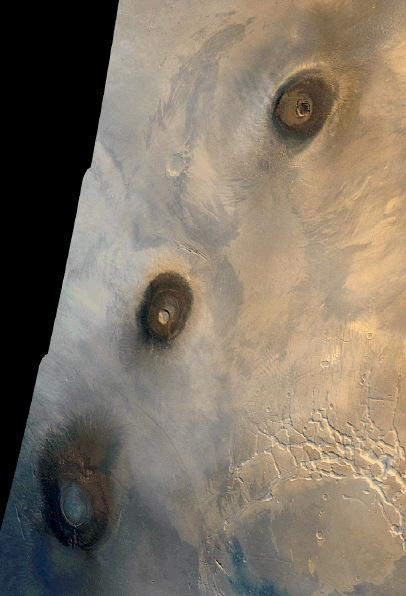
海盜號拍攝的三座塔爾西斯的火山

火星的火山活動在火星上產生了熔岩流和巨大的、山坡坡度平緩的盾狀火山。太陽系中最巨大的盾狀火山就位於火星。在火星上也有多種其他的火山地形特徵；這些地形特徵包括火山錐、特殊的火山口（Patera）結構、火山高原和其他規模較小的地質特徵。目前在火星上已命名的火山少於20座，其中只有5座是巨大的盾狀火山。火星的火山活動主要發生在兩個地區：塔爾西斯和埃律西昂。在塔爾西斯有三個巨大的盾狀火山：艾斯克雷爾斯山、帕弗尼斯山和阿爾西亞山，以及太陽系中最大的盾狀火山：奧林帕斯山和特殊的古老火山－亞拔山。埃律西昂區也有三個巨大的盾狀火山：赫克提斯山、埃律西昂山和歐伯山。太陽系中最巨大的火山奧林帕斯山位於巨大的塔爾西斯火山高原的西北側。
現在尚無證據顯示最近的火星仍有熱點在活動。火星上類似月海的平原年齡約30至35億年。巨型的盾狀火山則較年輕，約在10至20億年前形成。最年輕的熔岩流出現在奧林帕斯山，僅有2000萬至2億年；這些熔岩流規模極小，但這可能顯示火星最後的火山活動。因此，現在要在火星上找到活動的火山可能性相當低。

## 外部連結
- The Volcanoes of Mars （页面存档备份，存于）
- Geology of Mars - Volcanism （页面存档备份，存于）